# Нике (премия)
«Нике» — крупнейшая негосударственная литературная премия Польши, учреждённая в 1997 году «Газетой Выборчей» и фондом «Агора» для поощрения современной польской литературы и прежде всего — романа. Вручается ежегодно, в октябре.

## Процедура
Премия присуждается ныне живущим и работающим авторам за лучшую книгу прошедшего года. На первом этапе жюри выбирает 20 номинантов, затем среди них выделяют 7 финалистов, а уже из их числа избирают победителя. Параллельно решению жюри оглашаются результаты выбора публики — читателей «Газеты Выборчей».
Премия не может быть разделена между несколькими претендентами. Одному и тому же автору она может вручаться неоднократно.
Денежный эквивалент премии составляет 100 тысяч злотых (около 25 тысяч евро); кроме того, победителю вручают статуэтку работы Густава Землы.

## Лауреаты

### Выбор жюри
- 1997 Веслав Мысливский Widnokrąg
- 1998 Чеслав Милош Придорожная собачонка
- 1999 Станислав Баранчак Chirurgiczna precyzja
- 2000 Тадеуш Ружевич Matka odchodzi
- 2001 Ежи Пильх Pod Mocnym Aniołem
- 2002 Иоанна Ольчак-Роникер W ogrodzie pamięci
- 2003 Ярослав Марек Рымкевич Zachód słonca w Milanówku
- 2004 Войцех Кучок Дряньё
- 2005 Анджей Стасюк По пути в Бабадаг
- 2006 Дорота Масловская Павлин королевы
- 2007 Веслав МысливскийTraktat o łuskaniu fasoli
- 2008 Ольга Токарчук Бегуны
- 2009 Эугениуш Ткачишин-Дыцкий Piosenka o zaleznosciach i uzaleznieniach
- 2010 Тадеуш Слободзянек Одноклассники ()
- 2011 Мариан Пилот Pióropusz
- 2012 Марек Бенчик Książka twarzy
- 2013 Иоанна Батор Ciemno, prawie noc
- 2014 Кароль Модзелевский Zajeździmy kobyłę historii. Wyznania poobijanego jeźdźca
- 2015 Ольга Токарчук Книги Якубовы

### Выбор публики
- 1997 Ольга Токарчук Правек и другие времена
- 1998 Зыгмунт Кубяк Mitologia Greków i Rzymian
- 1999 Ольга Токарчук Дом дневной, дом ночной
- 2000 Тадеуш Ружевич Matka odchodzi
- 2001 Ежи Пильх Pod Mocnym Aniołem; Jan T. Gross Sąsiedzi
- 2002 Ольга Токарчук Игра на разных барабанах
- 2003 Дорота Масловская Wojna polsko-ruska pod flagą biało-czerwoną
- 2004 Войцех Кучок Дряньё
- 2005 Рышард Капущинский Путешествия с Геродотом
- 2006 Вислава Шимборская Dwukropek
- 2007 Мариуш Щигел Готтленд
- 2008 Ольга Токарчук Бегуны
- 2009 Кшиштоф Варга Gulasz z turula
- 2010 Магдалена Гроховская Jerzy Giedroyc. Do Polski ze snu
- 2011 Славомир Мрожек Dziennik 1962—1969
- 2012 Анджей Франашек Miłosz: biografia
- 2013 Щепан Твардох Morfina
- 2014 Игнаций Карпович Ości[3]
- 2015 Ольга Токарчук Книги Якубовы